# جامي جيرتز
جامي جيرتز (بالإنجليزية: Jami Gertz)‏ هي ممثلة أمريكية، ولدت في 28 أكتوبر 1965 بشيكاغو في الولايات المتحدة.

## أعمال

### أفلام
- (1981) الحب اللانهائي
- (1987) الأولاد الضائعون
- (1996) إعصار[6]
- (2011) حياة أفضل

### مسلسلات
- مودرن فاميلي

## وصلات خارجية
- جامي جيرتز على موقع IMDb (الإنجليزية)
- جامي جيرتز على موقع روتن توميتوز (الإنجليزية)
- جامي جيرتز على موقع ألو سيني (الفرنسية)
- جامي جيرتز على موقع أول موفي (الإنجليزية)
- جامي جيرتز على موقع قاعدة بيانات الأفلام السويدية (السويدية)
- جامي جيرتز على موقع إن إن دي بي (الإنجليزية)
- جامي جيرتز على موقع ديسكوغز (الإنجليزية)
- جامي جيرتز على موقع قاعدة بيانات الفيلم (الإنجليزية)
- جامي جيرتز على موقع كينوبويسك (الروسية)